# Fehraltorf
Fehraltorf és un municipi del cantó de Zúric (Suïssa), situat al districte de Pfäffikon.